# Janis Ian

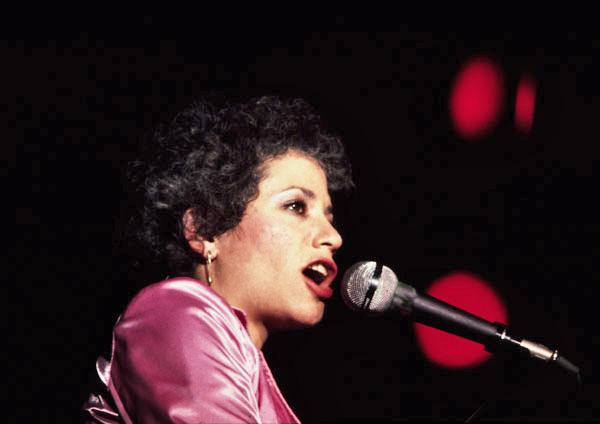
Janis Ian, 1981.

Janis Ian, född som Janis Eddy Fink den 7 april 1951 i New York, är en amerikansk sångare, musiker, kolumnist och science fiction-författare. Hon påbörjade sin musikkarriär i mitten av 1960-talet och hade störst kommersiell framgång under 1960- och 1970-talen men har därefter  fortsatt musicerandet. 1975 vann hon en Grammy för sången "At Seventeen".

## Kritiker av RIAA
Janis Ian är uttalat kritiskt inställd till Recording Industry Association of America (RIAA), vilket är en skivindustri som hon menar agerar mot såväl musikernas som konsumenternas intresse. Som en del av sitt motstånd mot RIAA har hon låtit flera av sina sånger bli fritt tillgängliga för nedladdning på hennes hemsida. Hon var inte bara en av de första artisterna att göra detta, utan också en av de första som visade att fria nedladdningar faktiskt kan öka försäljningen av skivor.

## Diskografi

### Album
- Janis Ian (1967) #29 US (Verve)
- For All the Seasons of Your Mind (1967) #179 US (Verve)
- The Secret Life of J. Eddy Fink (1968) (Verve)
- Who Really Cares (1969) (Verve)
- Present Company (1971) (Capitol)
- Stars (1974) #83 US, #63 (Columbia)
- Between the Lines (1975) #1 US, #22 Japan (Columbia, Festival)
- Aftertones (1976) #12 US, #1 Japan (Columbia)
- Miracle Row (1977) #45 US, #26 Japan (Columbia)
- Janis Ian (1978) (Columbia)
- Night Rains (1979) (Columbia)
- Restless Eyes (1981) #156 US (Columbia)
- Uncle Wonderful (1983) (Festival) (Australia only)
- Breaking Silence (1993) (Morgan Creek)
- Simon Renshaw Presents: Janis Ian Shares Your Pain (1995)(not released until 12.09)
- Revenge (1995) (Beacon)
- Hunger (1997) (Windham Hill)
- god & the fbi (2000) (Windham Hill)
- god & the fbi (3 Bonus Tracks) (2000) (JVC Japan)
- Lost Cuts 1 (2001) (Rude Girl)
- Billie's Bones (2004) (Oh Boy, Rude Girl Cooking Vinyl US)
- Breaking Silence (Bonus Track) (2003) (Rude Girl, Cooking Vinyl UK)
- Hunger (Bonus Track) (2003) (Festival, Cooking Vinyl UK)
- Stars (Bonus Track) (2004) (Festival, Cooking Vinyl)
- Between the Lines (Bonus Track) (2004) (Festiva, Cooking Vinyl UK)
- Aftertones (Bonus Track) (2004) (Festival, Cooking Vinyl UK)
- Miracle Row (Bonus Track) (2004) (Festival, Cooking Vinyl UK)
- Janis Ian (1978) (Bonus Track) (2004) (Festival, Cooking Vinyl UK)
- Night Rains (Bonus Track) (2004) (Festival, Cooking Vinyl UK)
- Billie's Bones (Bonus Track) (2004) (JVC Japan)
- Folk is the New Black (2006) (Rude Girl)
- Folk is the New Black (With DVD) (2006) (Evasound)
- Revenge (Bonus Track) (2006)(Cooking Vinyl UK 2003) (WEA)

### Compilation albums
- Remember (1978) (JVC Japan)
- The Best of Janis Ian (1980) (CBS)
- My Favourites (1980) (CBS)
- Stars/Night Rains (Double Album) (1987) (CBS)
- At Seventeen (1990) (CBS)
- Up 'Til Now (1992) (Sony)
- Society's Child: The Verve Recordings (1995) (Polydor)
- Live on the Test 1976 (1995) (BBC World Wide)
- Unreleased 1: Mary's Eyes (1998) (Rude Girl)
- The Bottom Line Encore Collection (1999) (Velvet)
- The Best of Janis Ian (2002) (Festival)
- Live: Working Without a Net (2003) (Rude Girl)
- Souvenirs: Best of 1972-1981 (US CD) (2004) (Rude Girl)
- Souvenirs: Best of 1972-1981 (Japan CD) (2004) (JVC Japan)
- Souvenirs: Best of 1972-1981 (CD/DVD) (2006) (Evasound)
- Unreleased 2: Take No Prisoners (2006) (Rude Girl)
- Unreleased 3: Society's Child (2006) (Rude Girl)
- Ultimate Best (2007) (JVC Victory)
- Best of Janis Ian: Autobiography Collection (2008) (Rude Girl)
- The Essential Janis Ian (2009)

### Singlar
| Year | Title                                           | U.S. | U.S. | U.S. A/C | UK | JAP |
| ---- | ----------------------------------------------- | ---- | ---- | -------- | -- | --- |
| 1967 | "Society's Child (Baby I've Been Thinking)"     | 14   | 13   | –        | –  | –   |
| 1967 | "Insanity Comes Quietly to the Structured Mind" | 109  | –    | –        | –  | –   |
| 1974 | "The Man You Are in Me"                         | 104  | –    | 33       | –  | –   |
| 1975 | "When the Party's Over"                         | –    | –    | 20       | –  | –   |
| 1975 | "At Seventeen"                                  | 3    | 1    | 1        | –  | –   |
| 1975 | "In the Winter"                                 | –    | 97   | 21       | –  | –   |
| 1976 | "Boy I Really Tied One On"                      | –    | –    | 43       | –  | –   |
| 1976 | "I Would Like to Dance"                         | –    | –    | 28       | –  | –   |
| 1976 | "Roses"                                         | –    | –    | 37       | –  | –   |
| 1976 | "Love Is Blind"                                 | –    | –    | –        | –  | 1   |
| 1976 | "Between the Lines"                             | –    | –    | –        | –  | 90  |
| 1977 | "Will You Dance?"                               | –    | –    | –        | –  | 40  |
| 1978 | "That Grand Illusion"                           | –    | –    | 43       | –  | –   |
| 1979 | "Fly Too High"                                  | –    | –    | –        | 44 | –   |
| 1980 | "You Are Love"                                  | –    | –    | –        | –  | 10  |
| 1980 | "The Other Side of the Sun"                     | –    | –    | 47       | 44 | –   |
| 1981 | "Under the Covers"                              | 71   | –    | –        | –  | –   |

### DVDs
- Live at Club Cafe (2005) (Rude Girl)
- Janismania (2005) (Rude Girl)
- Through the Years: A Retrospective (2007) (Rude Girl)
- Janis Ian '79: Live in Japan & Australia (2008) (Rude Girl)